# Egzistencijalni rizik od opšte veštačke inteligencije
Egzistencijalni rizik od opšte veštačke inteligencije je ideja da bi značajan napredak u opštoj veštačkoj inteligenciji (AGI) mogao dovesti do izumiranja ljudi ili nepovratne globalne katastrofe.
Jedan argument glasi: ljudska bića dominiraju drugim vrstama zato što ljudski mozak poseduje karakteristične sposobnosti koje nedostaju drugim životinjama. Ako bi veštačka inteligencija nadmašila čovečanstvo u opštoj inteligenciji i postala superinteligentna, onda bi je moglo postati teško ili nemoguće kontrolisati. Kao što sudbina planinske gorile zavisi od ljudske dobre volje, tako bi sudbina čovečanstva mogla zavisiti od delovanja buduće mašinske superinteligencije.
O ostvarivosti egzistencijalne katastrofe usled veštačke inteligencije se široko raspravlja. Ona delom zavisi od toga da li su AGI ili superinteligencija dostižni, brzine kojom se pojavljuju opasne sposobnosti i ponašanja, i da li postoje praktični scenariji za prevlast veštačke inteligencije. Zabrinutost oko superinteligencije izrazili su vodeći računarski naučnici i izvršni direktori tehnologije kao što su Džefri Hinton, Jošua Bengio, Alan Tjuring, Ilon Mask, i izvršni direktor OpenAI Sam Altman. U 2022. godini, anketa istraživača veštačke inteligencije sa stopom odgovora od 17% pokazalo je da većina ispitanika veruje da postoji 10 procenata ili veća šansa da će naša nesposobnost da kontrolišemo veštačku inteligenciju izazvati egzistencijalnu katastrofu. Godine 2023, stotine stručnjaka za veštačku inteligenciju i druge značajne ličnosti potpisale su izjavu da bi „ublažavanje rizika od izumiranja od veštačke inteligencije trebalo da bude globalni prioritet pored drugih društvenih rizika kao što su pandemije i nuklearni rat.“ Usled povećane zabrinutosti zbog rizika od veštačke inteligencije, vladini lideri kao što su premijer Ujedinjenog Kraljevstva Riši Sunak i generalni sekretar Ujedinjenih nacija Antonio Guteres pozvali su na povećan fokus na globalnu regulaciju veštačke inteligencije.
Dva izvora zabrinutosti proizilaze iz problema kontrole i usklađivanja VI: kontrolisanje superinteligentne mašine ili njeno usađivanje vrednostima kompatibilnim sa ljudima može biti teško. Mnogi istraživači veruju da bi se superinteligentna mašina oduprla pokušajima da se onesposobe ili promene njeni ciljevi, jer bi je to sprečilo da ostvari svoje sadašnje ciljeve. Bilo bi izuzetno teško uskladiti superinteligenciju sa punom širinom značajnih ljudskih vrednosti i ograničenja. Nasuprot tome, skeptici kao što je kompjuterski naučnik Jan Lekan tvrde da superinteligentne mašine neće imati želju za samoodržanjem.
Treći izvor zabrinutosti je da bi iznenadna „eksplozija inteligencije“ mogla iznenaditi nepripremljenu ljudsku rasu. Takvi scenariji razmatraju mogućnost da VI koja je inteligentnija od svojih kreatora može biti u stanju da se rekurzivno poboljša eksponencijalno rastućom stopom, poboljšavajući se prebrzo da bi njeni rukovaoci i društvo u celini mogli da je kontrolišu. Empirijski, primeri kao što je AlphaZero koji sam uči da igra go pokazuju da sistemi veštačke inteligencije specifični za domen ponekad mogu veoma brzo da napreduju od podljudskih do nadljudskih sposobnosti, iako takvi sistemi ne podrazumevaju promenu njihove osnovne arhitekture.

## Napomene
1. ↑  U predavanju iz 1951. godine[9] Tjuring je tvrdio da „Smatra se verovatnim da, kada jednom počne metod mašinskog razmišljanja, neće trebati mnogo vremena da nadmašimo naše slabe moći. Ne bi bilo govora o umiranju mašina, i one bi imale sposobnost da razgovaraju jedne sa drugima kako bi usavršile svoju pamet. Stoga bi u nekoj fazi trebalo da očekujemo da mašine preuzmu kontrolu, na način koji se pominje u Erevhon Semjuela Batlera.” Takođe u predavanju emitovanom na Bi-Bi-Siju[10] on je izneo svoje mišljenje: „Ako mašina može da misli, možda bi mislila inteligentnije od nas, a gde bismo onda mi trebali biti? Čak i kada bismo mogli da držimo mašine u podređenom položaju, na primer, isključivanjem struje u strateškim trenucima, trebalo bi da se, kao vrsta, osećamo veoma ponizno... Ova nova opasnost... je svakako nešto što može da nas zabrine."

## Literatura
- Clark, Jack (2015a). „Musk-Backed Group Probes Risks Behind Artificial Intelligence”. Bloomberg.com. Архивирано из оригинала 30. 10. 2015. г. Приступљено 30. 10. 2015.